# Pomfret (Maryland)
Pomfret – jednostka osadnicza w Stanach Zjednoczonych, w stanie Maryland, w hrabstwie Charles.